# The Great Depression (álbum de Blindside)
The Great Depression é o quinto álbum de estúdio da banda Blindside, lançado a 2 de Agosto de 2005.
O disco atingiu o nº 89 da Billboard 200 e o nº 8 do Top Independent Albums.

## Faixas
1. "The Great Depression" – 1:27
2. "This Is a Heart Attack" – 3:10
3. "Ask Me Now" – 3:34
4. "We're All Going to Die" – 3:00
5. "Yamkela" – 3:38
6. "Put Back the Stars" – 3:57
7. "Fell in Love with the Game" – 4:07
8. "City Lights" – 3:13
9. "We Are to Follow" – 4:02
10. "You Must Be Bleeding Under Your Eyelids" – 4:56
11. "My Alibi" – 4:33
12. "Come to Rest (Hesychia)" – 4:29
13. "This Time" – 4:47
14. "When I Remember" – 4:27

## Créditos
- Marcus Dahlstrom - Percussão, piano, bateria
- Simon Grenehed - Órgão, guitarra, vocal de apoio
- Christian Lindskog - Vocal
- Lasse Mårtén - Piano
- Tomas Naslund - Baixo